# Ламер
Ла́мер (от англ. lame «увечный, хромой») — на компьютерном сленге так называют человека, плохо умеющего обращаться с компьютером, неспособного или принципиально не желающего хорошо освоить работу на компьютере. Будучи употреблённым в отношении профессионального компьютерщика, это слово является оскорбительным. Часто этот термин употребляется для противопоставления понятиям «хакер», «компьютерный гуру».

## Происхождение
Самое раннее применение слова «ламер» в значении «глупый, неумелый, некомпетентный человек». Термин возник в компьютерной среде в середине 80-х годов благодаря пользователям Commodore-64. Он был популяризирован в середине 80-х годов хакерами Amiga, создавшими вирус «Lamer Exterminator», который стал самым известным из amiga-вирусов. Его действие заключалось в порче незащищенных от записи дискет с помощью бэд-секторов. Данные сектора содержали повторение последовательности символов «LAMER!»,